# Denys Kostyšyn
Denys Ruslanovyč Kostyšyn (in ucraino Денис Русланович Костишин?; Chmel'nyc'kyj, 31 agosto 1997) è un calciatore ucraino, centrocampista dell'Oleksandrija.